# 汪先㟁
汪先岸（1568年—？），字登于，號二無，直隸徽州府休寧縣人。明朝政治人物。

## 生平
萬歴十六年（1588年）戊子科應天府鄉試舉人，十七年（1589年）联捷己丑科三甲七十四名進士，都察院觀政，六月授河南光山縣知縣，任内重建温公祠，祭祀司马光。二十三年行取入京，担任广东道监察御史，本年养病。萬曆二十六年（1598年）復除原职，巡视京城东、南城，杨镐遭遇父丧免丁忧，遭到汪先岸弹劾。二十七年升四川佥事，丁憂歸。三十年補浙江佥事，本年建言被贬福建断事。萬曆四十三年起升南雄府推官，四十四年升南京户部主事，四十八年升郎中，天啓二年（1622年）升南京光禄寺少卿，四年升太僕寺少卿，天启五年（1625年）被革职为民，魏忠贤颁布《东林党人榜》309名，汪先㟁名列其中。崇祯元年（1628年），他与同乡汪康謠、吴侃、汪姬生捐赠修建还古书院。

## 家族
曾祖汪鍾。祖汪景葵。父汪孟德。